# 2021 en Malaisie
Cet article présente les faits marquants de l'année 2021 en Malaisie.

## Évènements
- 24 mai : Plus de 200 passagers sont blessés et 47 dans un état grave dans la collision de deux rames de métro à Kuala Lumpur, selon la police malaisienne, qui privilégie la piste accidentelle[1].
- 16 août : le Premier ministre Muhyiddin Yassin démissionne de ses fonctions, entraînant l'effondrement du gouvernement de coalition au pouvoir Perikatan Nasional. Muhyiddin Yassin reste le Premier ministre par intérim jusqu'à la formation d'un nouveau gouvernement.
- 21 août : Ismail Sabri Yaakob prête serment en tant que neuvième Premier ministre de Malaisie[2].